# Mur cyclopéen
Un mur cyclopéen ou un appareil cyclopéen est un mode de construction constitué de très grosses pierres, équarries ou non, agencées ou simplement entassées de manière à former un mur défensif ou tout autre édifice (jetée, barrage, pont, voire route).

## Définition
L'appareil cyclopéen est : 

« un appareil irrégulier formé de blocs au parement quelquefois sommairement dressé, posés en laissant entre deux des interstices remplis par des cailloux : le mot appareil ne désigne cette maçonnerie que par extension, puisque les blocs ne sont pas taillés pour occuper une place déterminée ; ils sont cependant posés et non jetés. »

L'épithète « cyclopéen » fait explicitement référence aux Cyclopes : dans l'Antiquité, la construction de murs dont l'appareil était constitué de pierres énormes (comme les fortifications de Mycènes ou de Tyrinthe) était expliquée par l'intervention d'êtres surnaturels disposant d'une force exceptionnelle. L'expression « mur cyclopéen » est ainsi habituellement réservée aux constructions des civilisations anciennes (préhistoriques, égyptienne, grecque, celte, romaine…), tandis que le même principe, appliqué de nos jours à des réalisations du génie civil, telles que les barrages-poids ou les jetées en mer, sera désigné, par exemple, sous le nom de « cordon d'enrochement ».
Au-delà des anciennes civilisations égyptienne et europénnes, par métonymie, l'architecture de monuments construits avec des blocs de pierre de grande taille est aussi parfois qualifiée de « cyclopéenne », en Asie Mineure, avec les palais des rois hittites que l'ont retrouve à Boghaz Köy, leur capitale, sur les plateaux anatoliens aux XVIe et XIVe siècles av. J.-C., ou encore en Amérique du Sud (monuments incas de Cuzco, Sacsahuaman au Pérou et Tiahuanaco en Bolivie), en Afrique et en Asie.

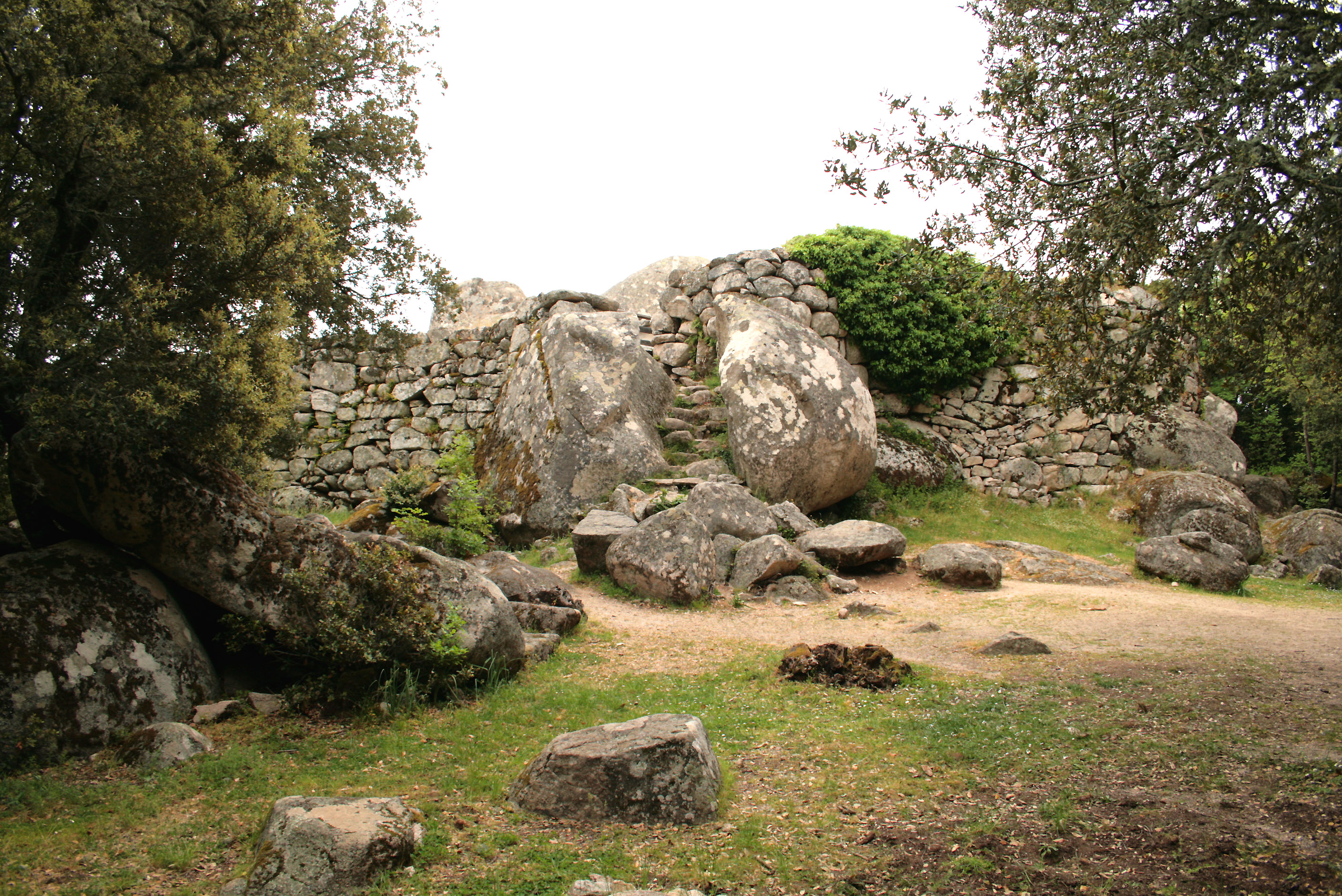
Murs cyclopéens de la forteresse de Cucuruzzu (Corse-du-Sud).
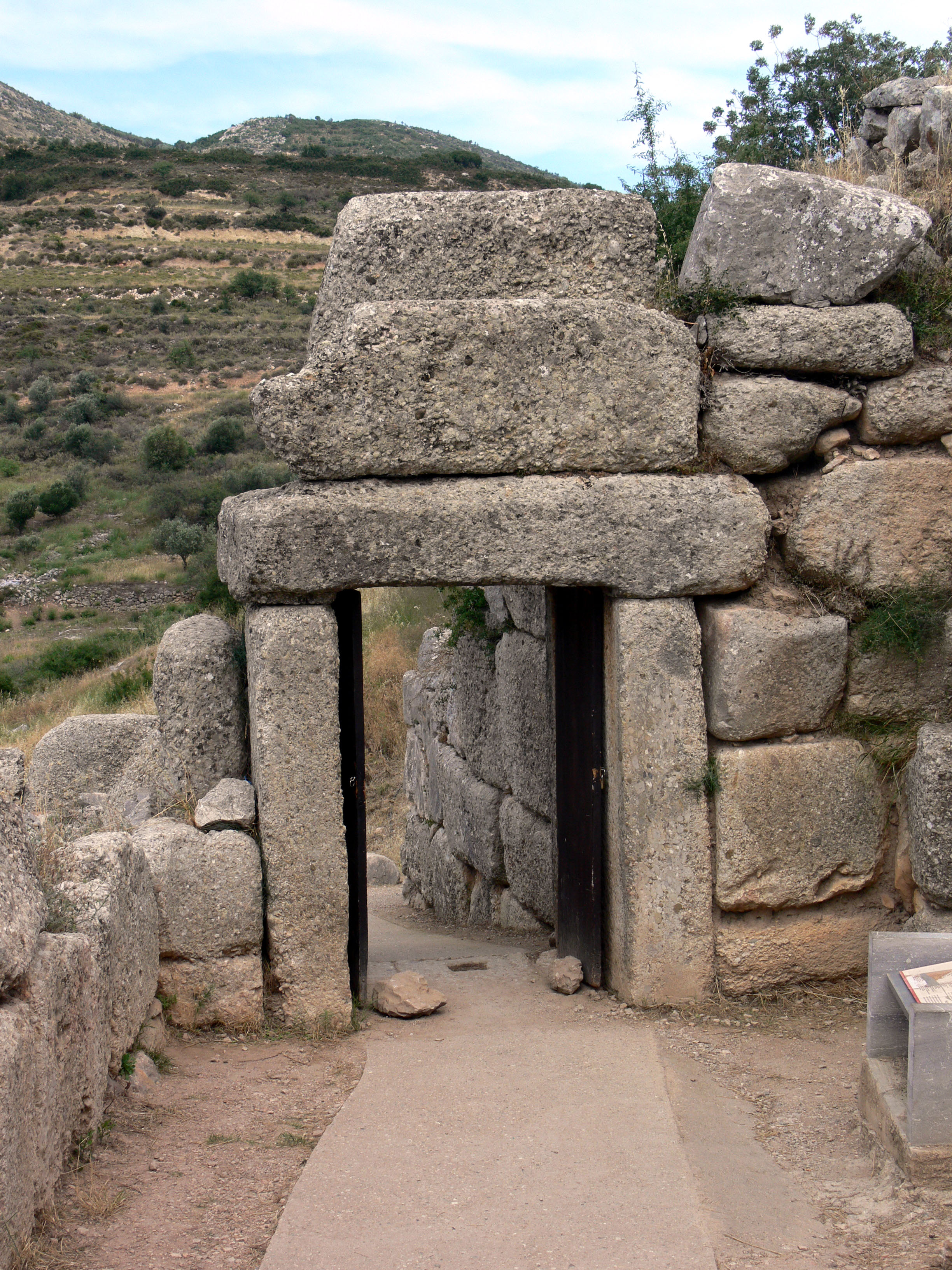
Mycènes, Porte Nord ou Porte de la Poterne, vers 1200 av. J.-C.
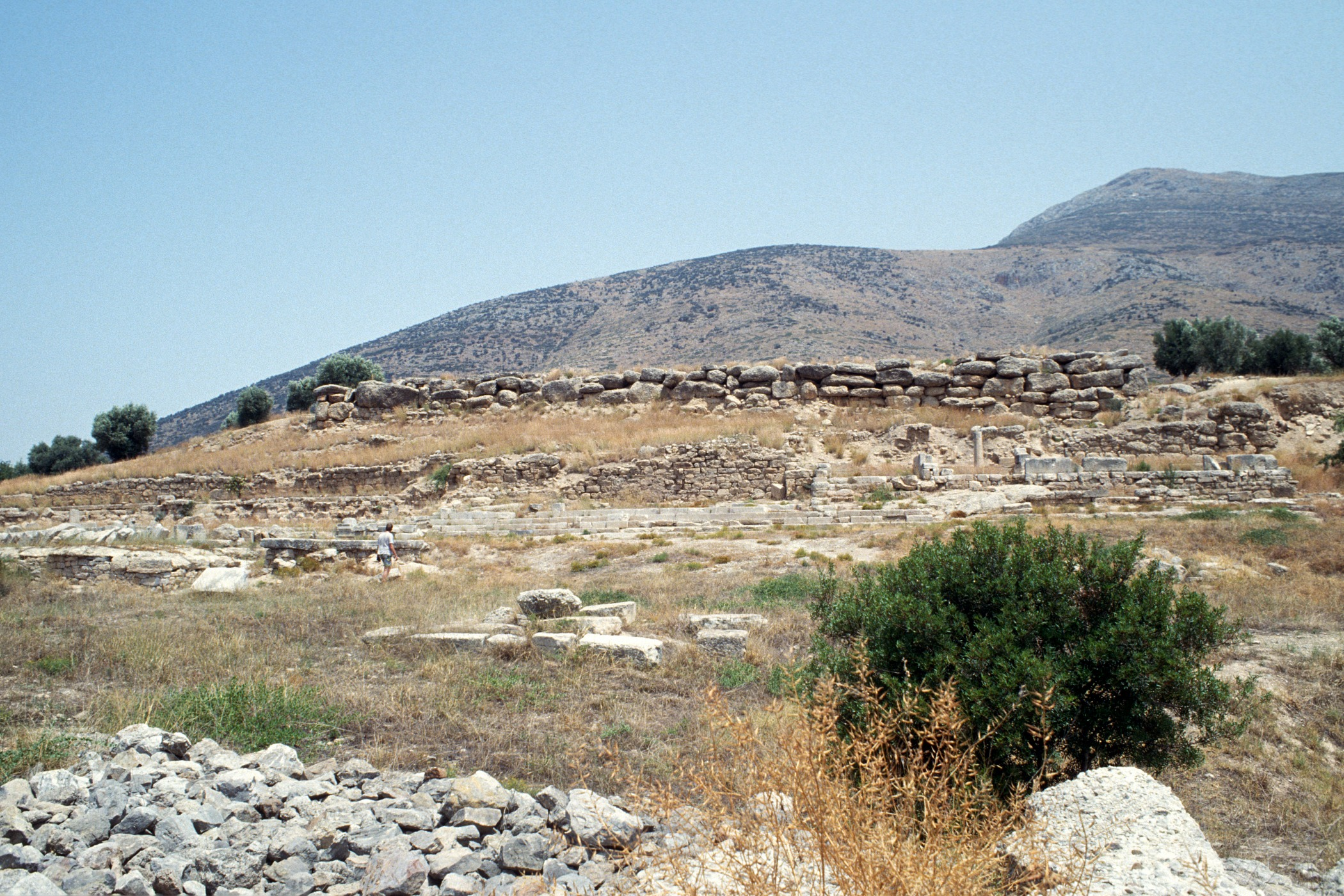
Héraion d'Argos, vers 750-700 av. J.-C.
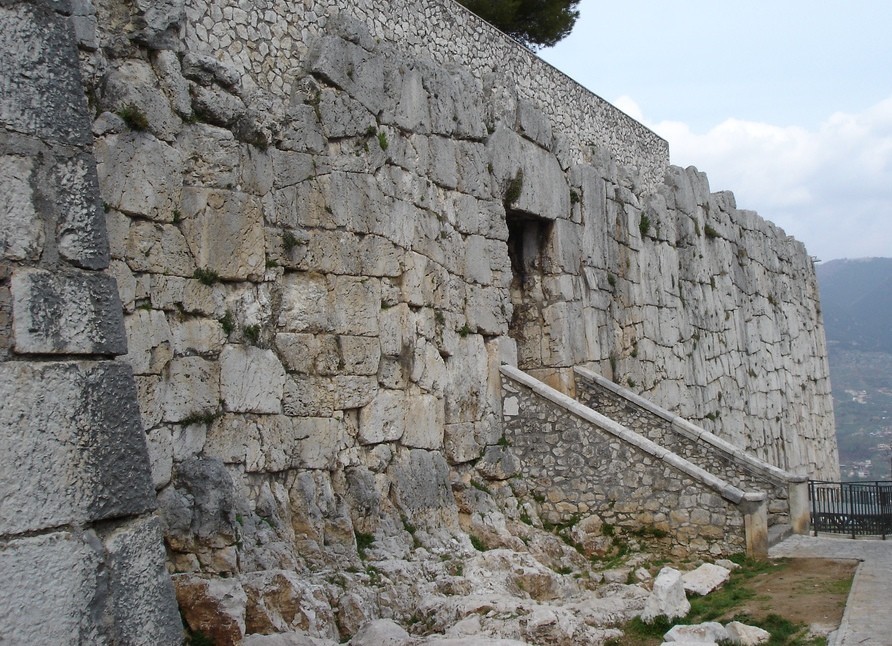
Acropole d'Alatri.
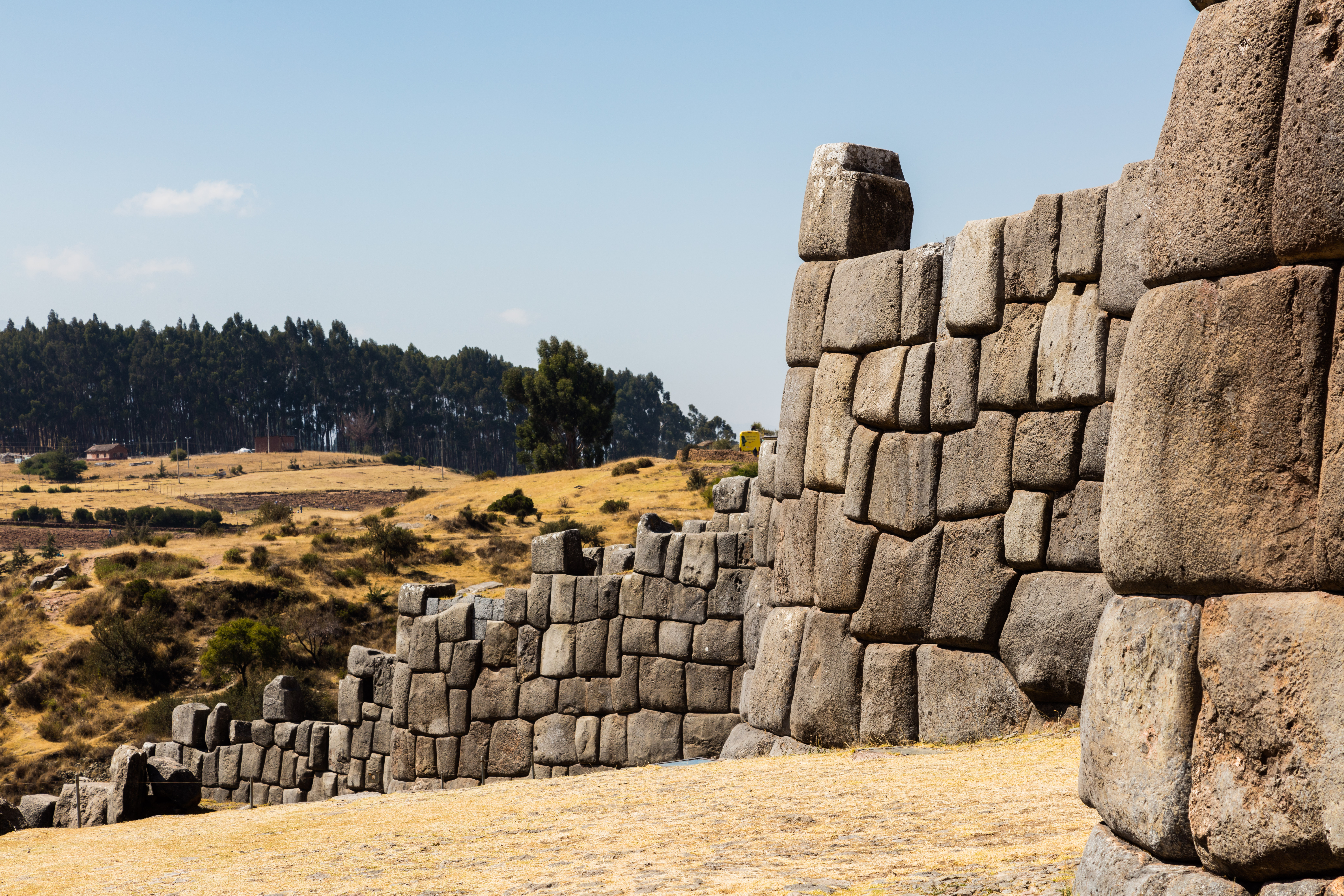
Saqsaywaman dans les Andes.
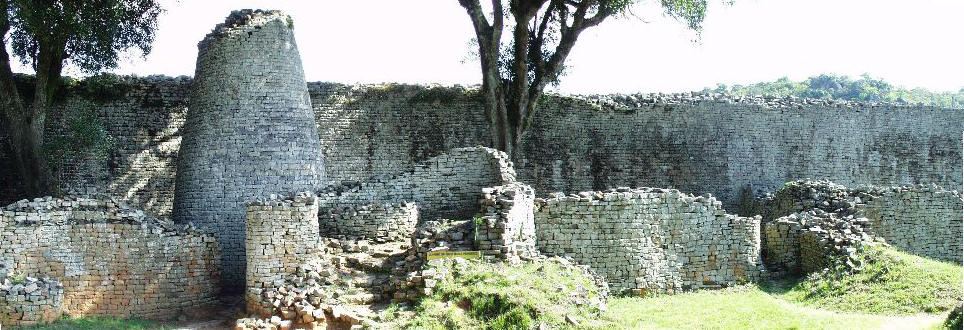
Grand Zimbabwe en Afrique australe.